# Prothoe schultzi
Prothoe schultzi är en fjärilsart som beskrevs av Ribbe 1898. Prothoe schultzi ingår i släktet Prothoe och familjen praktfjärilar. Inga underarter finns listade i Catalogue of Life.